# Бейсужёк Второй
Бейсужёк Второй — хутор в Выселковском районе Краснодарского края, образует Бейсужёкское сельское поселение и является его административным центром.

## География
Расположен в 10 км южнее станицы Выселки на берегу Левого Бейсужка. На западе граничит с хутором Бураковским, на востоке — станицей Новобейсугской.

## История
Хутор Бейсужёк Первый, существовавший ранее на правом берегу реки между Бейсужком Вторым и Новобейсугской, в настоящее время расформирован.
В начале XX века неподалёку от хутора располагалось Николаевское подворье Казанского мужского монастыря, располагавшегося в районе 3-й речки Кочеты. Подворье состояло из нескольких жилых и хозяйственных построек и 8 десятин земли. 

## Известные люди
В хуторе родился Белый, Спиридон Ефимович — Герой Советского Союза.
В хуторе родился Иван Еремеевич Калиманов (25 сентября 1924 — 19 августа 2006) — Герой Советского Союза. Пулемётчик 658-го стрелкового полка, 218-й стрелковой дивизии, 47-я армия, Воронежский фронт
В хуторе родился выдающийся адвокат Краснодарского края Суменко Александр Александрович, участник резонансных дел юга России.

## Население
| 2002  | 2010  | 2012  | 2013  | 2014  | 2015  |
| ----- | ----- | ----- | ----- | ----- | ----- |
| 1972  | ↗1993 | ↘1987 | ↗2008 | ↗2028 | ↗2029 |
| 2016  | 2017  | 2018  | 2019  | 2020  | 2021  |
| ↘2014 | ↘2011 | ↘2006 | ↘1994 | ↘1962 | ↘1800 |
| 2023  |       |       |       |       |       |
| ↘1746 |       |       |       |       |       |